# Čiernohronská železnica

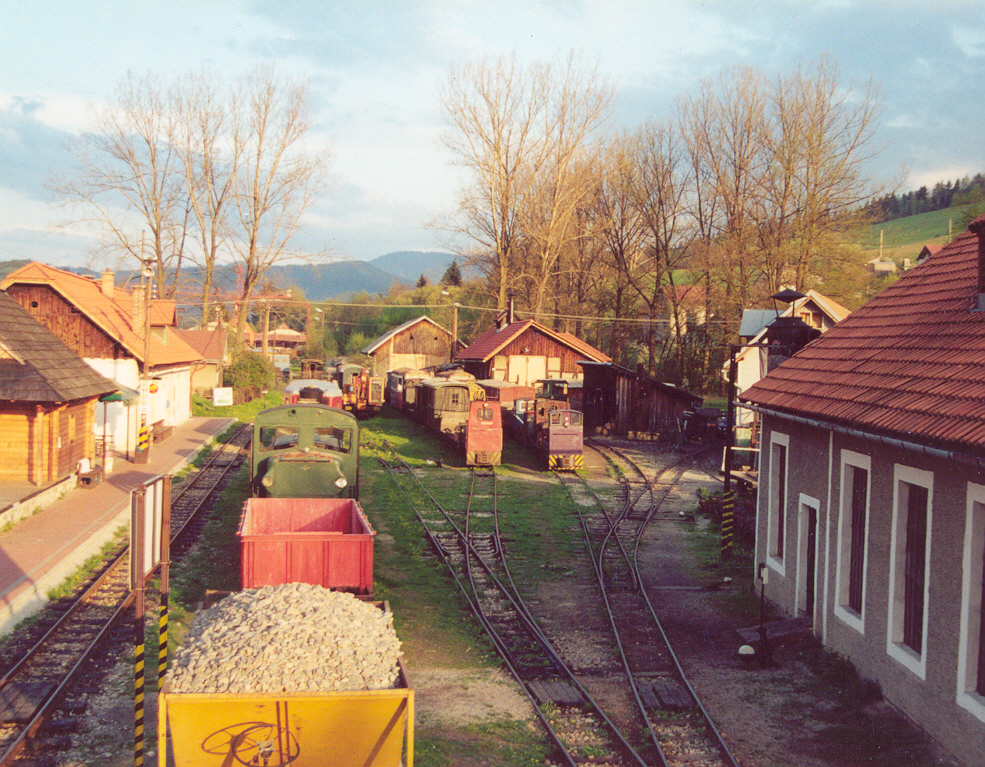
Stanice v Čiernom Balogu

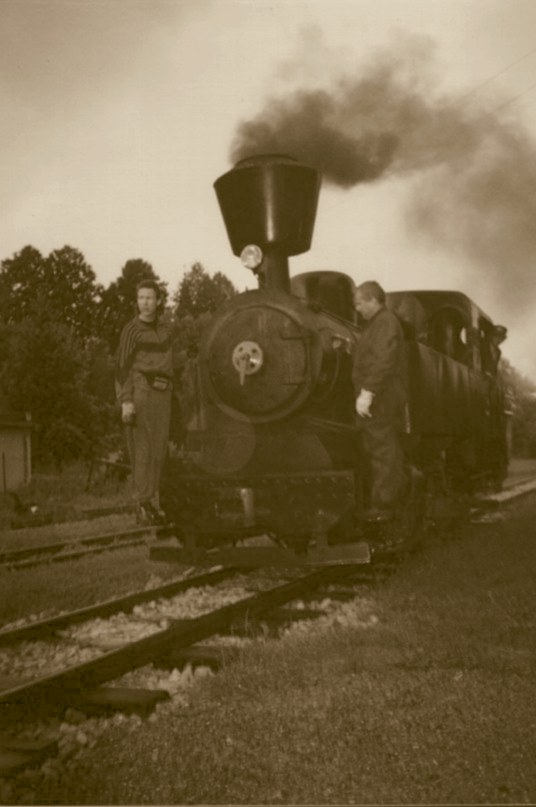
Posun po stanici

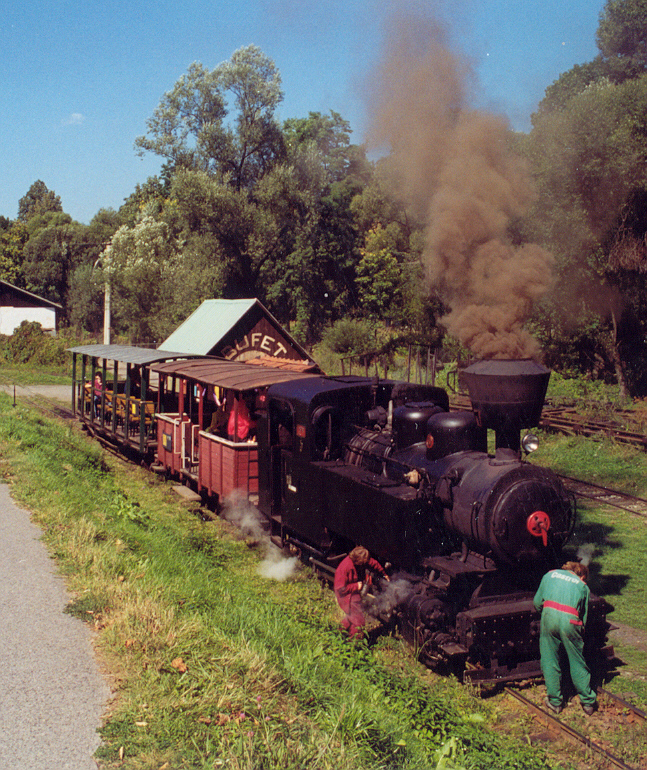
Příprava vlaku vedeného lokomotivou ČKD č. 5 ve stanici Hronec

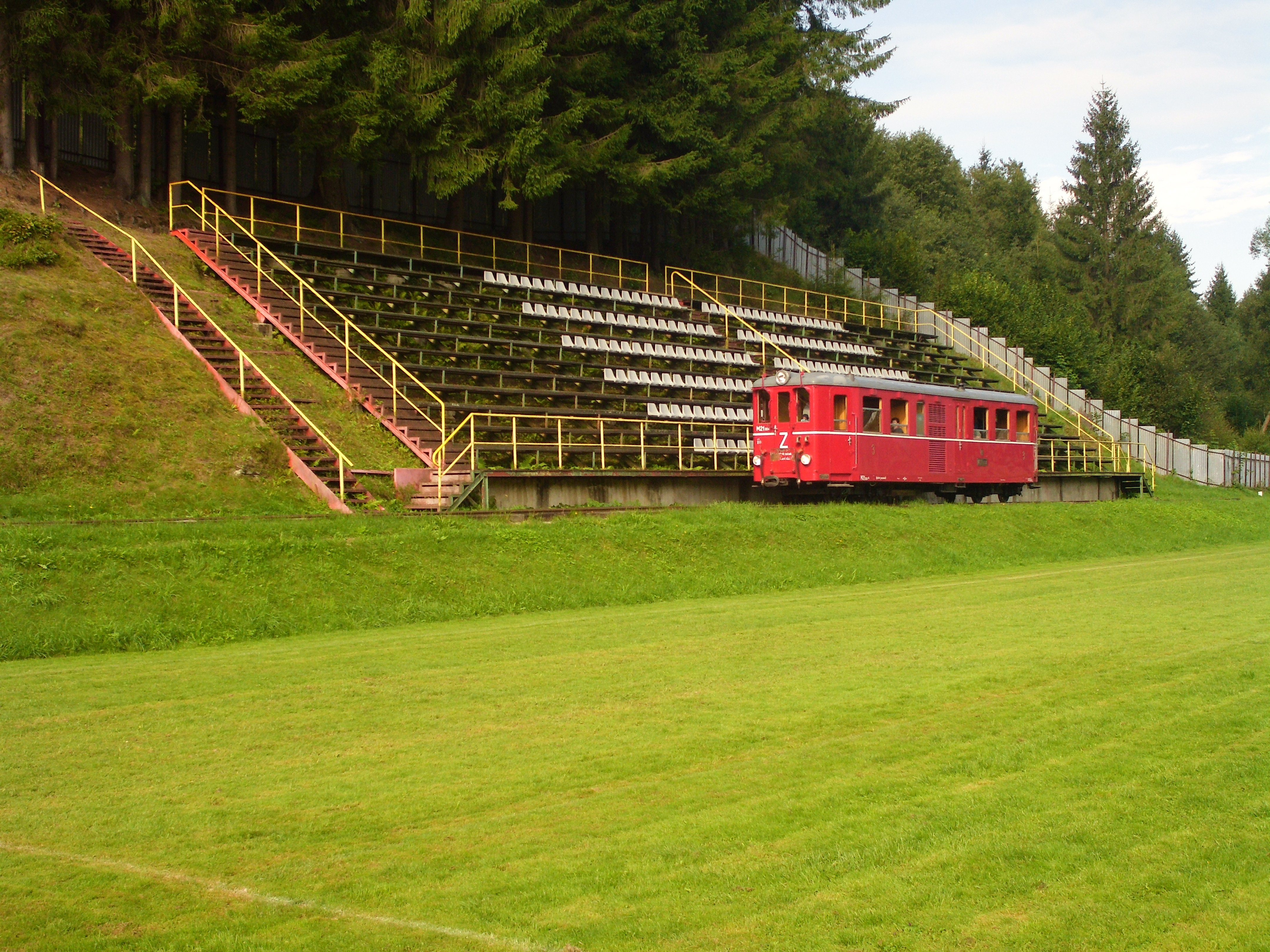
Trať vede přes fotbalové hřiště TJ Tatran na jánošovke, části obce Čierny Balog

Čiernohronská železnica je úzkokolejná lesní dráha o rozchodu 760 mm, jezdící mezi obcemi Chvatimech, Hronec a Čierny Balog ve Slovenském rudohoří. V době největšího rozmachu měla její síť, rozvětvená do okolních dolin, 131,98 km. V současnosti na ní probíhá sezónní turistický provoz na 13 km zachovaných tratí. V roce 1982 byla prohlášena národní kulturní památkou.
Tratě této železnice vedly v údolích Čierného Hronu a jeho přítoků. Dodnes se zachovala a je  provozována 10 km hlavní trať z Hronce do Čierneho Balogu, 2 km prodloužení této trati z Hronce do Chvatimechu, 4 km odbočka z Čierneho Balogu do Vydrovské doliny a 4 km trať do Dobroče.
Nejdelší odbočka vedoucí podél Kamenistého potoka měla téměř 20 km délky a síť v tomto údolí měla 40 km. Zachovaly se z ní kromě zbytků náspů i dva ocelové mosty. První přes údolí Čierného Hronu, nedaleko odbočky z hlavní trati a druhý přes Kamenistý potok, blízko přehrady Hrončok.  
Existují plány na obnovení odbočky do Osrblia, kde se nachází velký biatlonový areál, avšak jejich realizace je zatím v nedohlednu.
V letech 2011–2012 byl postaven 4 km úsek trati do Dobroče (místní část Čierneho Balogu). V roce 2013 proběhla rekonstrukce 2 km úseku Čierny Balog – Vydrovo skanzen. 
V roce 2014 byla dokončena obnova úseku Vydrovo skanzen – Vydrovo dolina (dnes Vydrovo konečná), přičemž cestující jsou od sezóny 2018 přepravováni v celém úseku.
Od roku 2016 je z důvodu zhoršujícího se stavu trati přerušen provoz pravidelných vlaků v úseku Šánske – Chvatimech. Nadále jsou zde v provozu pouze pracovní vlaky a mimořádné vlaky na objednávku.
Na podzim roku 2017 byla znovu zprovozněna parní lokomotiva ČKD C 760/90d č. 1, přezdívaná „Kolbenka“. Veřejnosti se poprvé představila v rámci Mikulášských jízd. 
V hlavní sezóně 2023 jsou v provozu tři trasy. Zelená (Čierny Balog – Vydrovo skanzen – Vydrovo konečná) a červená (Čierny Balog – Šánske). V úseku Šánske – Hronec – Chvatimech není zavedena pravidelná doprava.

## Historie
Trasování železnice začalo v roce 1901. Stavba prvního (dodnes zachovaného) úseku začala v roce 1908, v roce 1909 začal pravidelný provoz mezi pilami v Čiernom Balogu a Hronci. Síť se postupně rozrůstala, aby bylo možno svážet dřevo přímo z lesů. Zpočátku výstavbu trati zajišťovalo místní obyvatelstvo, během 1. světové války byli na stavbě využiti ruští zajatci. 
Z počátku provozu, kdy Slovensko bylo součástí Uher, měla železnice oficiální maďarský název Fekete Garami Vasút. Na některých místech se lze ještě setkat s původní zkratkou F.G.V.
19. července 1927 byla na trati Čierny Balog – Hronec povolena omezená osobní doprava. V šedesátých letech 20. století byl ale postupně provoz utlumován v souvislosti s rozvojem silniční dopravy. V roce 1982 byl provoz železnice oficiálně ukončen, ale železnice byla zapsána do seznamu kulturních památek. O rok později začala obnova za pomoci dobrovolníků. 
Díky bezplatné práci stovek brigádníků z mnoha zemí se podařilo železnici obnovit. V roce 1992 byl provoz znovu zahájen, nejprve na polovině zachovalé trati, další rok na 10 km trati Čierny Balog – Hronec. Na jeden rok se dokonce podařilo obnovit i přepravu dřeva, která však skončila s uzavřením pily Jánošovka.
Provoz i opravy trati jsou nadále zajišťovány stálými zaměstnanci.

## Vozový park
- Parní lokomotivy
  - tři lokomotivy ČKD C 760/90d č. 1, 5, 7
  - lokomotiva Smoschewer
  - lokomotiva U 46.903
  - lokomotiva U 34.904
- řada dieselových lokomotiv – BNE50 (T24.901), DH120 (TU29.001), TU45.001, TU48.001
- drezína Škoda 1202
- motorový vůz M21.004
- řada vozů různé provenience (několik původních uzavřených vozů, z velké části přestavby, provedené vlastními silami z původně nákladních vozů, několik vozů z JHMD, Korytnické železnice a Maďarska)